# Речи Хамдира
«Речи Хамдира» (исл. Hamðismál) — одно из сказаний древнескандинавского «Королевского кодекса», входящее в состав «Старшей Эдды». Его причисляют к «песням о героях».
Поэма рассказывает о мести сыновей Гудрун, Хамдира и Сёрли, конунгу Ёрмунрекку за сестру Сванхильд. Они отрубают конунгу руки и ноги и бросают их в огонь, но Ёрмунрекк успевает сказать своим людям, что доспехи братьев, заговорённые от железа, уязвимы для камня. В итоге Хамдир и Сёрли погибают. В основе сюжета лежат реальные события IV века, когда вождь готов Эрманарих погиб во время войны с гуннами. Об этой войне сообщает Иордан Готский, который упоминает росомонов Саруса и Аммиуса, отомстивших Эрманариху за свою сестру Сунильду.
Исследователи считают «Речи Хамдира» одним из древнейших произведений в составе «Старшей Эдды». По-видимому, эта поэма восходит к готским сказаниям, которые на территории Скандинавии образовали единый сплав с местными легендами; Сванхильд стала дочерью Сигурда и Гудрун, сестрой Хамдира и Сёрли.